# Lulu (Album)
Lulu ist ein Kollaborationsalbum zwischen dem US-amerikanischen Singer-Songwriter Lou Reed und der US-amerikanischen Metal-Band Metallica. Es erschien am 31. Oktober 2011.

## Entstehung
Das Album basiert auf den unter dem Titel “Lulu. Tragödie in 5 Aufzügen mit einem Prolog” zusammengefassten Dramen Erdgeist (1895) und Die Büchse der Pandora (1904) des deutschen Autors Frank Wedekind. Die Rohfassungen der Musik hatte Lou Reed ursprünglich für Robert Wilsons Inszenierung des Dramas am Berliner Ensemble geschrieben.
Die gemeinsamen Aufnahmen für das Album wurden von April bis Juni 2011 in Metallicas Studio HQ in San Rafael, Kalifornien eingespielt. Die Texte stammen komplett von Reed. Die Musik wurde, ausgehend von Reeds Demos, gemeinsam in Improvisationen weiterentwickelt und arrangiert. Neben Reeds Sprechgesang und der Instrumentierung durch Metallica bilden Streichinstrumente ein weiteres prägendes Element vieler Titel. Gelegentlich übernimmt James Hetfield den Hintergrundgesang. Das komplette Album ist seit Oktober 2011 als Stream zugänglich.

## Covergestaltung
Auf dem Cover ist eine Wachspuppe abgebildet (Photo: Stan Musilek, Design: David Turner), die um 1900 als Schaufensterpuppe diente und zu den Exponaten des Werkbundarchiv – Museums der Dinge in Berlin gehört. Die Musiker- und Produktionsphotos stammen von Anton Corbijn und Jeff Yeager.

## Kritik
Lulu wurde zum Teil heftig kritisiert. So vergab Pitchfork Media nur einen von zehn Sternen. Bei Metacritic erhielt das Album eine zusammenfassende Bewertung von 44 von 100 Punkten, basierend auf 29 englischsprachigen Kritiken. Allerdings bewertete die britische BBC das Album positiver. Es sei keine leichte Kost, aber es könne sein, dass es mit der Zeit das Lob finde, das es verdiene.

## Titelliste
CD 1
1. Brandenburg Gate – 4:19
2. The View – 5:17
3. Pumping Blood – 7:24
4. Mistress Dread – 6:51
5. Iced Honey – 4:36
6. Cheat on Me – 11:26

CD 2
1. Frustration – 8:34
2. Little Dog – 8:01
3. Dragon – 11:08
4. Junior Dad – 19:29